# Juan Murré
Juan Murré (ur. 21 marca 1983) – portugalski rugbysta pochodzenia argentyńskiego grający na pozycji filara młyna, reprezentant kraju, uczestnik Pucharu Świata w 2007 roku, następnie trener.
Podczas kariery sportowej związany był z klubami Belgrano AC, CF Os Belenenses, Rugby Livorno 1931, Sporting nazairien rugby, FC Auch Gers, Cetransa El Salvador, CASE Rugby, Stade dijonnais, RAC Angérien i Aparejadores Rugby Burgos, z którymi występował również w europejskich pucharach. W ostatnim z nich pełnił przez rok rolę grającego trenera.
W reprezentacji Portugalii rozegrał łącznie 37 spotkań zdobywając 10 punktów. W 2007 roku został powołany na Puchar Świata, na którym wystąpił w trzech meczach swojej drużyny.